# Shaft (film 1971)
Shaft – amerykański kryminał z 1971 roku na podstawie powieści Ernesta Tidymana. Film doczekał się kontynuacji: Wielka wygrana Shafta (1972), Shaft w Afryce (1973) i Shaft (2000).

## Główne role
- Richard Roundtree jako John Shaft
- Moses Gunn jako Bumpy Jonas
- Charles Cioffi jako Vic Androzzi
- Christopher St. John jako Ben Buford
- Gwenn Mitchell jako Ellie Moore
- Lawrence Pressman jako sierżant Tom Hannon